# 영저역
영저역(嶺底驛)은 조선민주주의인민공화국 량강도 김형직군에 위치했던 북부내륙선의 역으로, 영업 당시 김형직군의 가장 서쪽에 있는 역이었다. 자강운중역(慈江雲中驛)이나 언교역으로 표기된 매체가 간혹 있는데, 이는 오기로 보인다.

## 연혁
- 1988년 8월 3일 : 자성 - 후주청년 구간 개통과 함께 영업 개시[1][2]
- 일자 불명 : 폐지